# Mateusz Garbacz
Mateusz Garbacz (ur. 20 lipca 1995) – polski judoka, medalista mistrzostw Polski.
Mistrz Polski juniorów w kategorii do 66 kg (2013) i do 73 kg (2015). Wywalczył również dwa brązowe medale mistrzostw Polski młodzieży (2016, 2017; w kategorii do 73 kg).
Uczestnik mistrzostw Polski seniorów. W 2015 zajął w nich 7. miejsce. W 2017 wywalczył wicemistrzostwo Polski – w finale kategorii do 73 kg przegrał z Michałem Bartusikiem.
W 2017 zdobył złoty medal w Pucharze Polski seniorów.
Uczestniczył w mistrzostwach Europy kadetów (2011) i mistrzostwach Europy juniorów (2015).
Zawodnik Żaka Kielce.